# Сосна жёлтая
Сосна́ жёлтая, или орего́нская, или тяжёлая (лат. Pínus ponderósa) — растение, крупное дерево рода Сосна семейства Сосновые. В естественных условиях растёт в западных районах Северной Америки.

## Описание
Средняя высота взрослого дерева 18—39 м (81 м максимум). Толщина ствола 80—120 см в диаметре; ствол прямой. Крона широко конусообразная либо закруглённая. Кора от жёлто- до красно-коричневой, с глубокими нерегулярными трещинами, пересекающимися таким образом, что кора имеет вид прямоугольных чешуйчатых пластин. Ветви либо направлены вниз, либо раскидисто направлены вверх. Ветки крепкие, толщиной до 2 см, оранжево-коричневые, с возрастом темнеют и становятся шершавыми.
Почки яйцевидные, длиной до 2 см, толщиной до 1 см, красно-коричневые, сильно смолистые; на краях белая бахрома. В грозди 2—5 расходящихся на концах хвоинок. Хвоинки сохраняются в среднем 4—6 лет, их длина 7—25 см, толщина 1,2—2 мм; слегка искривлённые, гибкие, насыщенно жёлто-зелёные, собраны в пучок на концах веток, по бокам хвоинок хорошо видны белые устьичные линии, края мелкозубчатые. На концах хвоинки заострённые либо сильно сужаются; обвёртка 1,5—3 см, имеет постоянную основу. Мужские шишки эллипсоидно-цилиндричные, длиной 1,5—3,5 см, жёлтые или красные. Женские шишки созревают раз в 2 года, после чего разбрасывают семена, оставляя чешуйчатые розетки на веточках. Шишки симметричные или слегка асимметричные, конусообразно-яйцевидные перед раскрытием и яйцевидные после раскрытия, 5—15 см длиной, в основном красновато-коричневые, бесчерешковые или почти бесчерешковые; на ветке расположены раздельно либо реже попарно.
Чешуйки шишек расположены по крутой спирали по 5—7 в ряд, если смотреть сбоку, отчётливо разделены друг от друга. Апофиз (выступ) чешуи семянных шишек тусклый или блестящий, утолщённый, по-разному поднятый и поперечно вытянутый; выступ расположен в центре, обычно пирамидальный или усечённый, редко вдавленный, просто острый или с очень коротким остриём, или прочным выступом либо колючкой. Семена элипсоидно-яйцевидные, 4—9 мм, коричневые либо жёлто-коричневые, часто испещрённые темными пятнышками, крыло 15—25 мм.

## Распространение

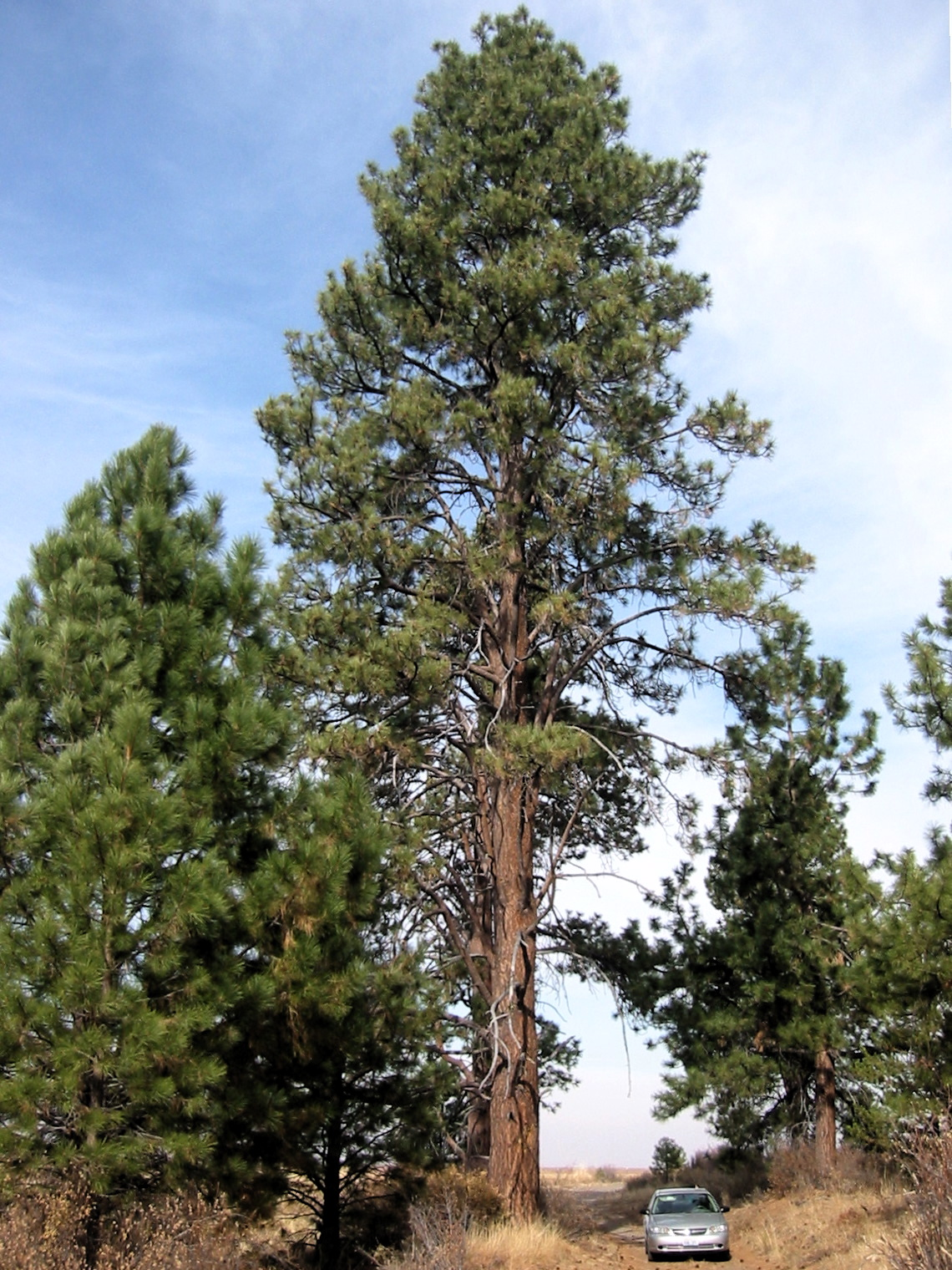
Зрелая сосна жёлтая рядом с молодыми деревьями

Западные территории США, Канады (Британская Колумбия) и Мексики.
Это наиболее широко-распространённая и часто встречающаяся сосна Северной Америки. Перепела, белки и другие дикие животные питаются семенами этой сосны. Кедровки и бурундуки прячут семена на зиму, таким образом способствуя их распространению.
Хотя в настоящее время это наиболее распространённая сосна на материке, она, возможно, не произрастала во времена ледниковых и дождливых периодов, характерных для эпохи плейстоцена. В эти периоды, которые занимают 80-90 % времени последних двух миллионов лет, сосна жёлтая могла быть найдена только в центральной Аризоне вдоль горного хребта Могольон.
Сосна жёлтая представляет собой один из лучших примеров хорошей адаптации к пожарам, которая характеризует большую часть рода Pinus. Об этом говорят исследования в Аризоне и Нью-Мексико, где частые грозовые штормы и обильная хвойная лесная подстилка являются причиной частых лесных пожаров. Такие пожары препятствуют распространению других деревьев типа дуба.

## Подвиды
Сосну жёлтую разделяют на следующие подвиды:
- Pinus ponderosa subsp. ponderosa Douglas ex C. Lawson

Распространение и климат: юго-восток Британской Колумбии (Канада), штаты Вашингтон и Орегон к востоку от Каскадных гор, северо-восток Калифорнии, северо-запад Невады, Айдахо и запад Монтаны. Прохладное, относительно сырое лето; очень холодная и снежная зима.
- Pinus ponderosa subsp. scopulorum (Engelm.) A.E.Murray

Распространение и климат: восток Монтаны, Северная Дакота, Южная Дакота, Вайоминг, Небраска, север и центр Колорадо и Юта, восток Невады. Тёплое, относительно сухое лето; относительно сухая зима.
- Pinus brachyptera Engelm.

Распространение и климат: юг Колорадо, юг Юты, север и центр Нью-Мексико и Аризоны, запад Техаса. Жаркое, относительно влажное лето; мягкая зима.
- Pinus benthamiana Hartw.

Распространение и климат: Вашингтон и Орегон к западу от Каскадных гор, Калифорния, кроме северо-запада, запад Невады. Жаркое, сухое лето; мягкая влажная зима.

## Интересные факты
- Сосна жёлтая является символом штата Монтана.
- Наряду с псевдотсугой Мензиса является одной из самых жароустойчивых хвойных пород мира, способных выдерживать длящуюся несколько дней подряд экстремальную жару с температурами воздуха почти до 50°C (как это наблюдалось, например, в канадской коммуне Литтон (Британская Колумбия), где в июне 2021 года фиксировались такие температуры[1]. Разреженные хвойные леса (горная лесостепь) на склонах и у подножий гор в окрестностях этой коммуны как раз состоят из Pseudotsuga menziesii и Pinus ponderosa).

## Галерея

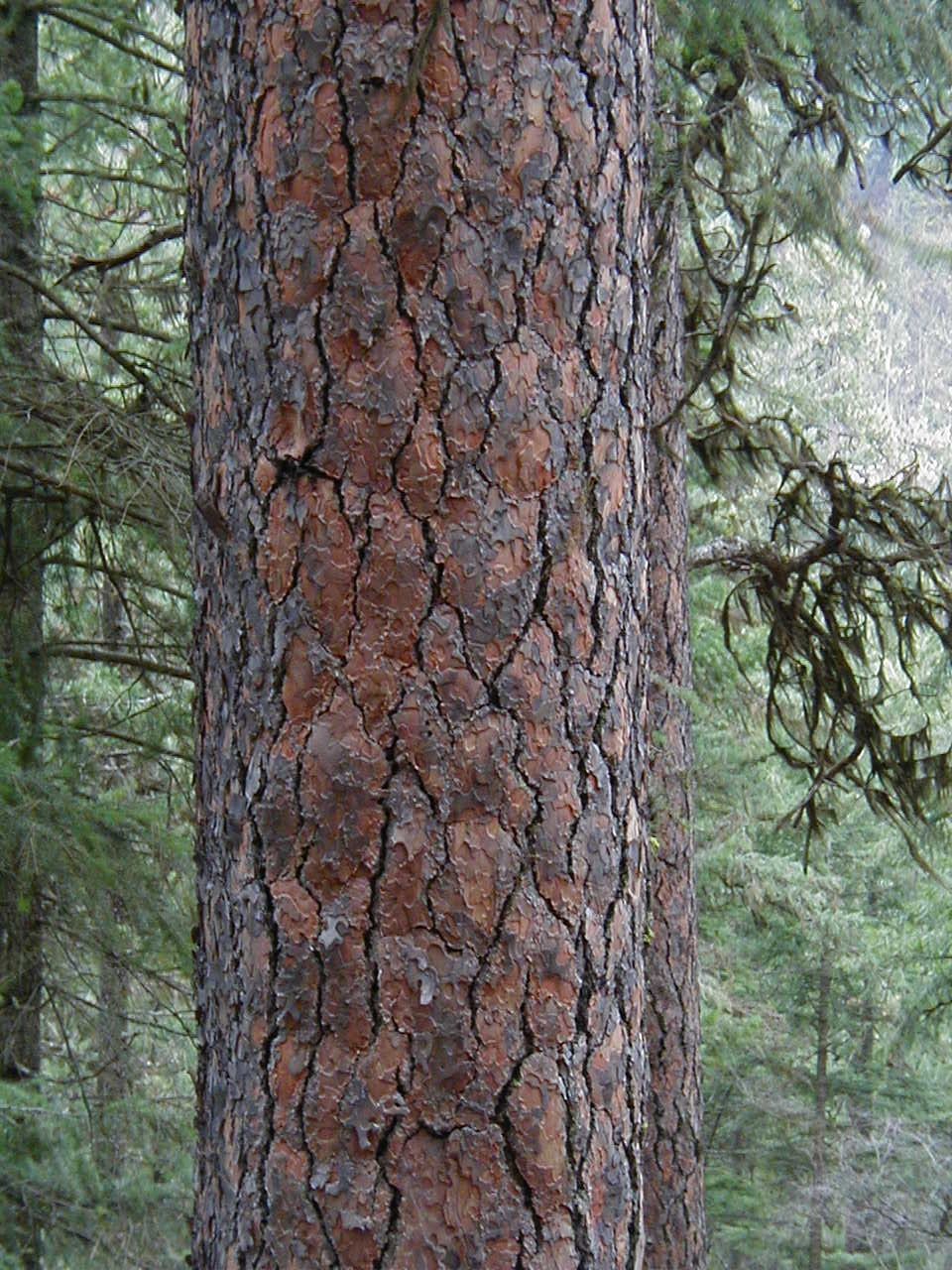
Кора
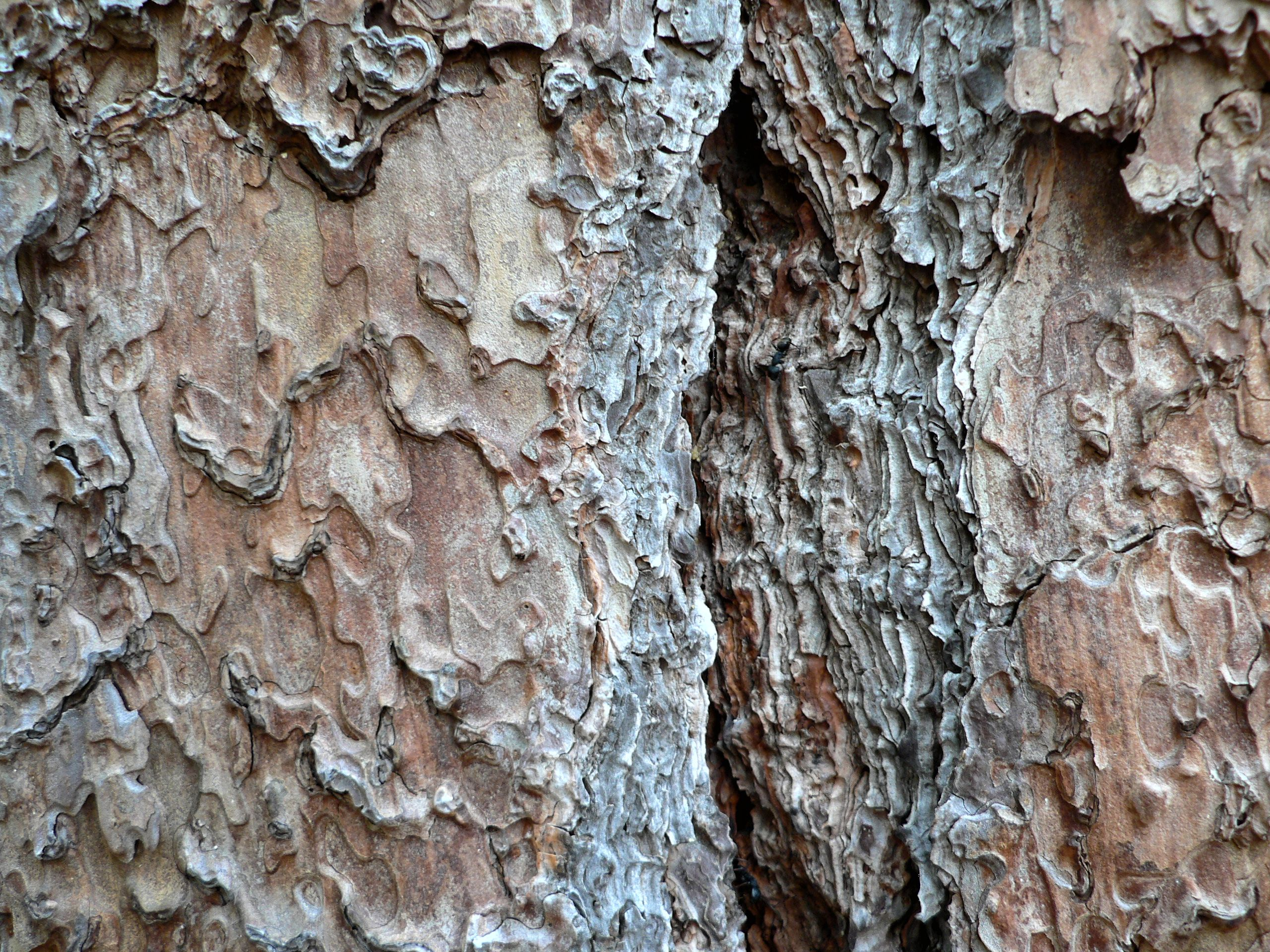
Кора вблизи, Йосемитский национальный парк
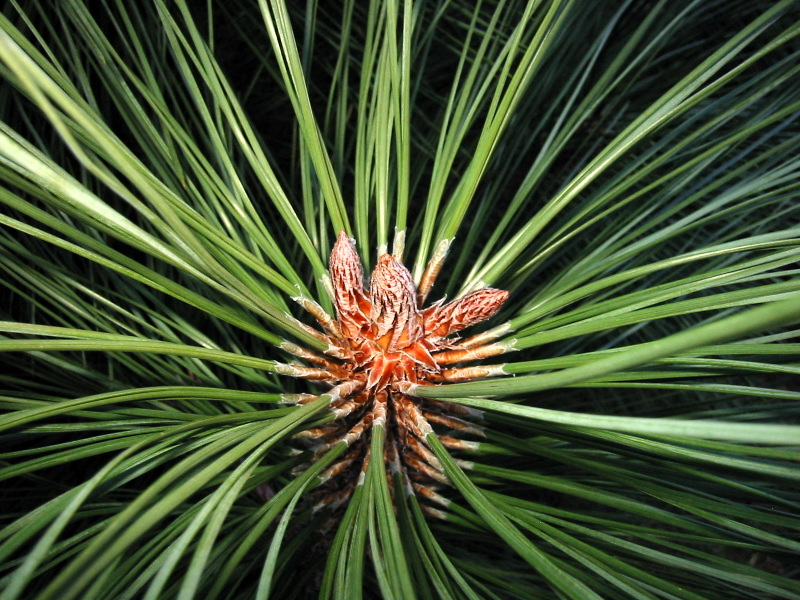
P. benthamiana почки
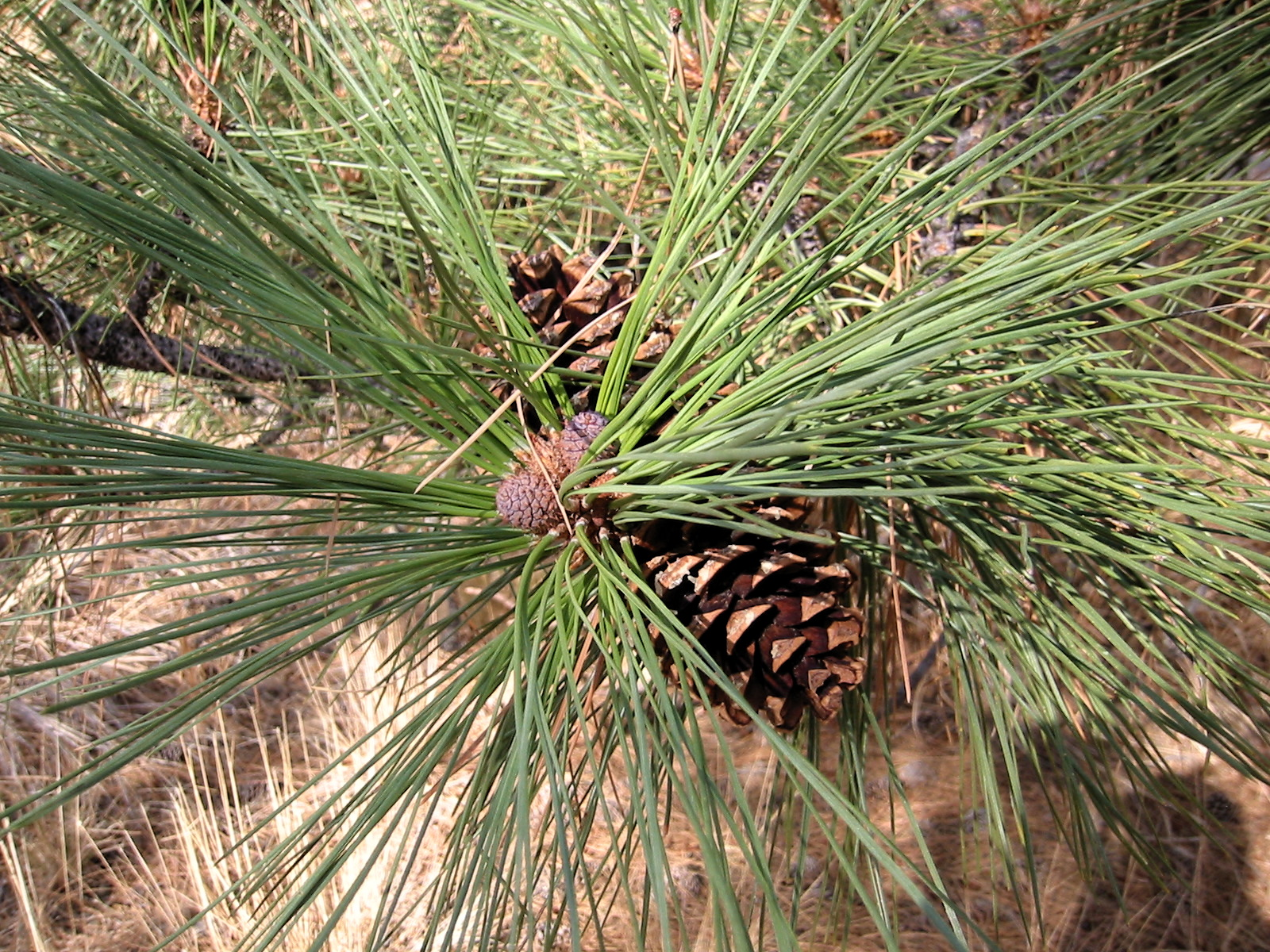
P. ponderosa subsp. ponderosa шишки
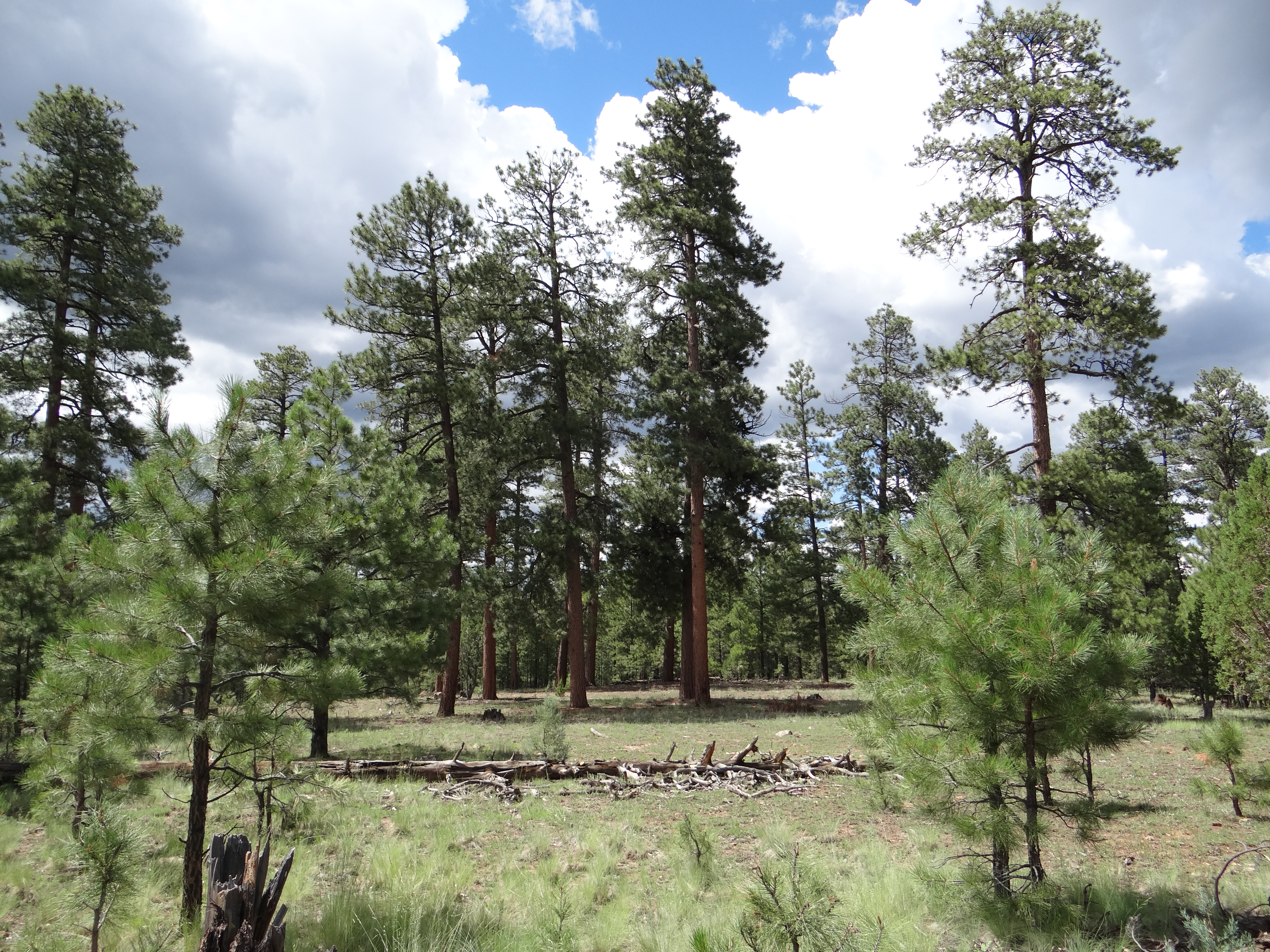
Лесной массив, главной лесообразующей породой которого является Pinus ponderosa, в районе «Лесные озёра» (англ. Forest Lakes) в штате Аризона